# Droga wojewódzka 916
Die Droga wojewódzka 916 (DW916) ist eine 11 Kilometer lange Droga wojewódzka (Woiwodschaftsstraße) in der Woiwodschaft Schlesien in Polen. Die Strecke im Powiat Raciborski führt zum Grenzübergang nach Tschechien und verbindet die polnische Landesstraße DK45 mit der tschechischen Staatsstraße I/46.

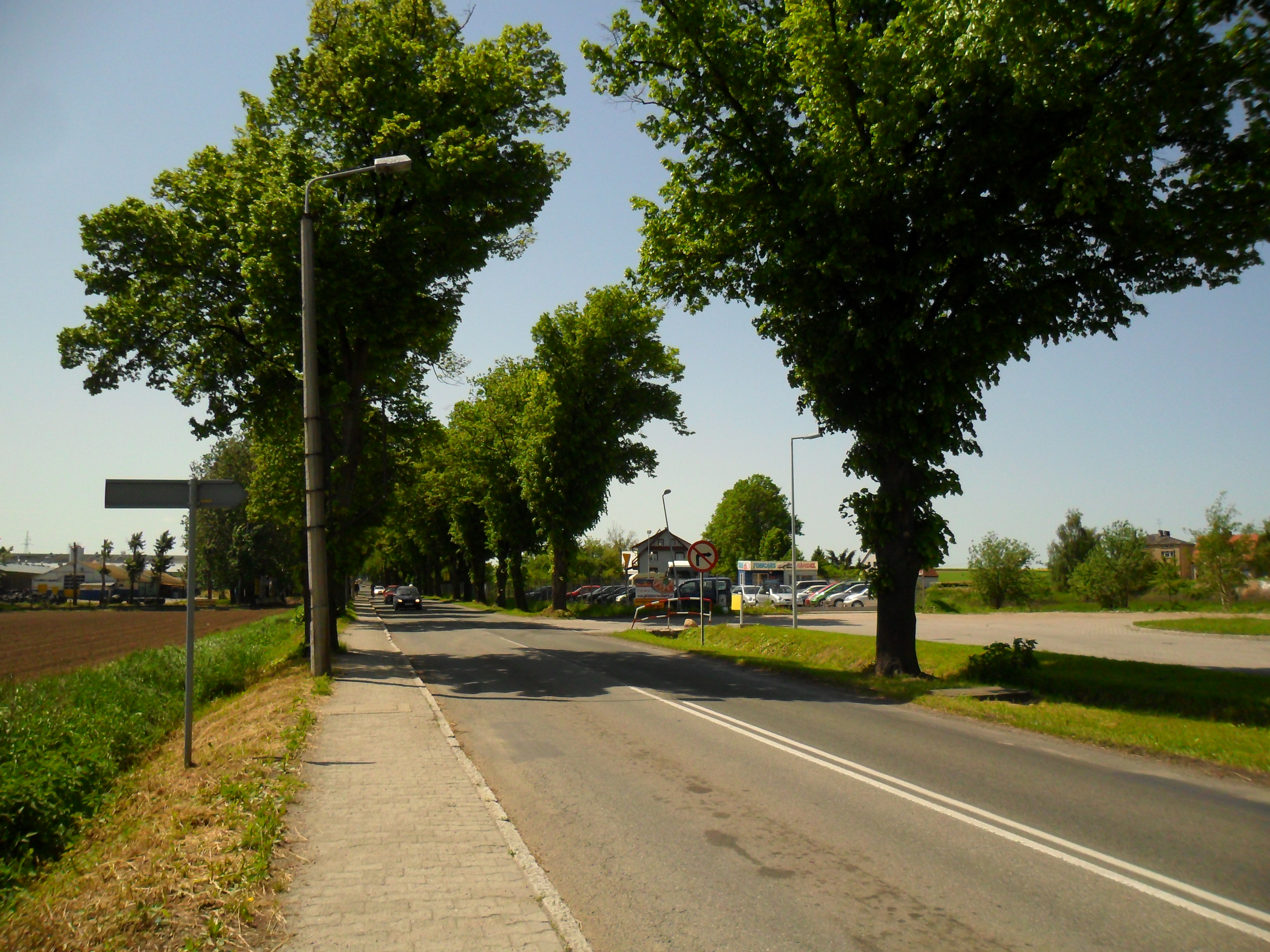
Die DW916 in Racibórz

Die Straße zweigt in der Stadt Racibórz (deutsch Ratibor) von der Landesstraße DK45 ab. Sie verläuft in annähernd südwestlicher Richtung. Vor Samborowice (Schammerwitz) wird die Bahnstrecke Racibórz–Baborów (nur Güterverkehr) und die Psina/Zinna überquert. Etwa 500 Meter vor der Grenze zweigt eine Straße nach Süden ab, die in den Grenzort Pietraszyn/Klein Peterwitz führt. Das Dorf ist offiziell zweisprachig.
Der tschechische Ort Sudice (Zauditz) liegt etwa 1500 Meter hinter der Grenze.

## Streckenverlauf
Woiwodschaft Schlesien, Powiat Raciborski
-  Racibórz (DK45)
-  Bahnstrecke Racibórz–Baborów
-  Brücke über die Psina/Zinna
-  Samborowice
-  Abzweig nach Pietraszyn/Klein Peterwitz
-  Pietraszyn (PL) – Sudice (CZ)  Moravskoslezský kraj, Okres Opava
- (I/46)